# Расмус Раск
Расмус Крістіан Раск (дан. Rasmus Christian Rask; 22 листопада 1787 — 14 листопада 1832) — данський мовознавець та орієнталіст, один з основоположників індоєвропеїстики, порівняльно-історичного мовознавства. Поставив мовознавчу науку на емпіричні, раціоналістичні засади.
Автор численних праць в галузі германістики, балтистики, іраністики, африканістики, ассириології. Відкрив регулярні відповідності між індоєвропейськими та німецькими шумними приголосними (переходи приголосних). Довів (1826) спорідненість давньої мови Авести з санскритом. Дешифрував низку клинописних текстів. Здійснив дослідницькі подорожі до Ісландії (1813—1815), Росії (1819), Персії (1819) та Індії й Цейлону (1820—1823).

## Біографія
Народився 22 листопада 1787 у містечку Брандекільд, що на острові Фюн, Данія. Батько — Нільс Гансен Раск (1749—1810) був кравцем. Батько був тричі одружений. Мати — Бірте Расмусдаттер, була другою дружиною Нільса Раска (померла 6 серпня 1801, у 47-річному віці).
Расмус ще студентом виявив блискучі лінгвістичні здібності; після закінчення студій став помічником бібліотекаря університетської бібліотеки в Копенгагені та скоро написав першу працю «Керівництво до ісландської або давньопівнічної мови» («Vejledning til det Islandske eller gamle Nordiske Sprog», Копенгаген, 1811; скорочений варіант цієї праці — «Kortfattet Vejledning» — вийшов друком у 1832 та в 1861); видав також ісландський словник Б'єрна Хальдорсена (Копенгаген, 1814). 
З 1813 до 1815 року вивчав у Ісландії місцеву історію, тут же упорядкував збірку саг та закінчив твір про походження давньопівнічної або ісландської мови («Undersögelse om det gamle Nordiske eller Islandske Sprogs Oprindelse», Копенгаген, 1818), що мав першорядне значення в історії порівняльного мовознавства та німецької філології. Перша частина його є першою за часом спробою методології порівняльної граматики, друга — за допомогою методичного дослідження фонетичного та формального ладу ісландської мови доводить її близьку спорідненість з іншими «готськими» (тобто германськими) мовами, а третя частина присвячена доведенню спорідненості з іншими європейськими мовами, особливо з литовсько-слов'янською групою; найдокладніше розглядаються генетичні зв'язки германських мов з грецької та латинською мовам, які Раск вважає найпівденнішими нащадками «фракійської» мови. У цій же частині Раск визначає звукові відповідності між німецькими та спорідненими мовами й виступає таким чином попередником Грімма у формулюванні знаменитого закону пересування приголосних в германських мовах, намічаючи майже всі його головні та основні риси. За своїм історичним значенням це дослідження стоїть поряд з працями Боппа та Грімма. 
З метою вивчення на місці азійських родичів германських мов Раск здійснив подорож до Індії. Ще перед від'їздом він заснував «Ісландське літературне товариство» та видав обидві Едди, поетичну та прозову (зі шведським перекладом  Авцеліуса, Стокгольм, 1818), англосаксонську граматику («Angelsaksisk Sproglære», 1817) та шведську обробку своєї ісландської граматики («Anvisning till Isländskan eller Nordiska Forospråket», 1818). Через Фінляндію Раск вирушив до Санкт-Петербурга, де пробув майже цілий рік, і в 1819 році приїхав до Персії. За 6 тижнів він встиг настільки глибоко опанувати перську мову, що міг вільно спілкуватися з персами, Згодом Раск проїхав до Індії, де провів два роки, переважно в Бомбеї, серед Парсів-вогнепоклонників, вивчаючи їхню священну літературу, а також побував на Цейлоні. 
 
Під час свого перебування на Цейлоні він надрукував в «Transactions of the literary and agricultural Society of Colombo» трактат «A Dissertation respecting the best Method of expressing the sounds of the Indian languages in European Characters» та «Singalesisk skriftlære» (1821). 
1823 року Раск повернувся до Копенгагена, привізши з собою багате зібрання давньоіранських та буддійських рукописів, тут він отримав звання професора історії літератури в Копенгагенському університеті. Пізніші твори його: «Spansk Sproglære» (1824), «Frisisk Sproglære» (1825), «Italiensk Sproglære» (1827), «Dansk Retskrivningslære» (1826), міркування про справжність Зенд («On the Age and Genuineness of the Zend language») в «Transactions of the Liter. Society of Bombay», т. III, і по-данськи: «Om Zendsprogets og Zendavestas ælde og ægthed», Копенгаген, 1826; тут Раск доводить справжність Авести та її мови, поставлену англійцями під сумнів.  Мова Авести, на його думку, є найближча родичка санскриту. В 1825 році він сприяв заснуванню «Королівського товариства північної археології»; в 1830 році видав англійською данську граматику (2 вид., 1846);  в 1831 році отримав професуру східних мов. 
Після його смерті вийшла його «Engelsk Formlære» (1833). Решта незакінчених праць та всі колекції були прередані його братом як дар для копенгагенських бібліотек. Частина архіву увійшла до зібрання творів Раска («Samlede Afhandlinger», виданого братом Раска,  1831—1838). 
На час своєї подорожі до Індії Раск знав 25 різних мов та діалектів. При всьому його вплив на розвиток порівняльного мовознавства головну увагу його звернено на точний опис окремих мов та оволодіння ними. Широка комбінація фактів, почерпнутих з окремих мов, і побудова їх у вигляді сміливих порівняльних систем, як це робили Бопп та Грімм, були йому мало до душі; до капітальних праць  Я. Грімма він ставився негативно. 
Перші біографії Раска дали Н. Петерсен (N. Petersen в «Samlede Afhandlinger», т. I, Копенгаген, 1870) та Реннінг (Rönning, «Rasmus Kristian Rask», Копенгаген, 1887). Див. також оцінку діяльності Раска як германіста у Г. Пауля, «Geschichte der germanische Philologie» («Grundriss der germ. Philol.», Т. I, вип. I" § 68). 

## Вибрані праці

### Монографії
- Angelsaxisk Sproglær tilligemed en kort Læsebog, Stoccolma, Hedmanske, 1817
- Undersøgelse om det gamle Nordiske eller Islandske Sprogs Oprindelse, Copenaghen, Gyldendalske Boghandling Forlag, 1818. Ora in: Rask, Rasmus Christian, Undersøgelse om det gamle Nordiske eller Islandske Sprogs Oprindelse, Routledge, London-New York, 1999 ISBN 041520464X
- A Dissertation on the Authenticity of the Zend Language, in «Transactions of the Literary Society of Bombay», vol. III, 1820. Ristampato con correzioni e aggiunte in «Transactions of the Royal Asiatic Society»
- Singalesisk Skriftlære, Colombo, 1821 онлайн [Архівовано 10 лютого 2012 у Wayback Machine.]
- A Dissertation respecting the best Method of expressing the Sounds of the Indian Languages in European Characters, in «Transactions of the Literary and Agricultural Society of Colombo», 1822
- Spansk Sproglære, 1824
- Frisisk Sproglære, Copenaghen, Beekens, 1825.
- Dansk Retskrivingslære, 1826
- Om Zendsprogets og Zendavestas Ælde og Ægthed, 1826
- Italiænsk Formlære, 1827
- Den gamle Ægyptiske Tidsregning, 1827
- Vejledning til Akra-Sproget på Kysten Ginea, 1828
- Den ældste hebraiske Tidsregning indtil Moses efter Kilderne på ny bearbejdet og forsynft med et Kart over Paradis, 1828
- A Grammar of the Danish language for the use of Englishmen, 1830
- Ræsonneret lappisk Sproglære, 1832
- Engelsk formlære, 1832

### Переклади і упорядкування
- Vejledning til det islandske eller gamle nordiske Sprog, 1811
- Bjørn Halldórsson, Lexicon Islandico-Latino-Danicum, 1814
- Snorri Sturluson, Edda in prosa, 1818
- Sæmundr Sigfússon, Edda poetica, 1818
- Fredk Schneider, A Grammar of the Danish language for the use of Englishmen, 1830